# Česká obrozenecká historiografie

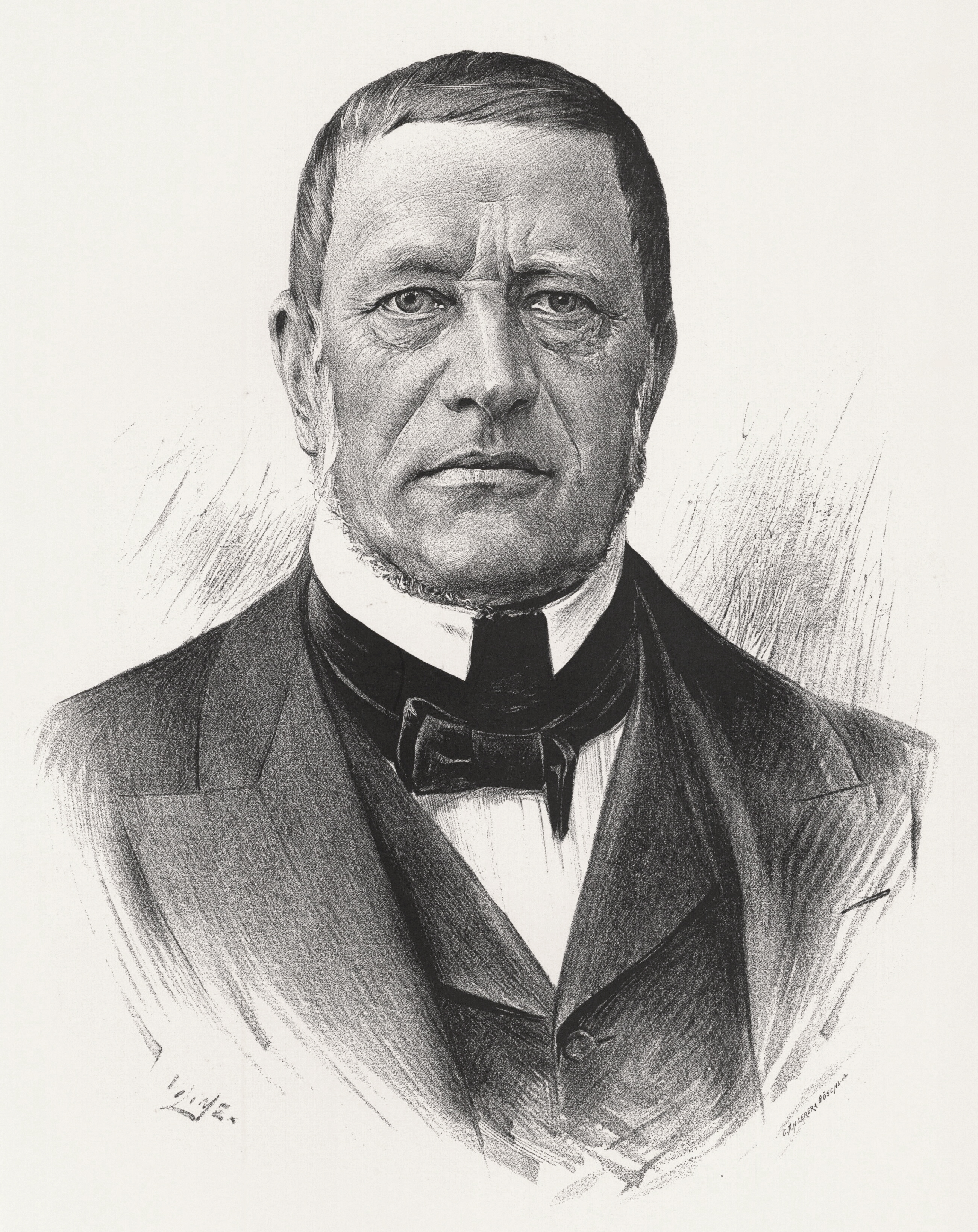
František Palacký

Česka obrozenecká historiografie se vyvíjela v 1. polovině 19. století, zejména v letech 1820–1850. Metodologicky navazovala na výdobytky osvícenské historiografie (kritika a interpretace pramenů), osvícenské důrazy však nahradily akcenty romantické, ustupovalo se od hledání abstraktních mechanických zákonitostí a namísto toho se zdůrazňovala specifická individualita každé doby. Inspiraci obrozenecká historiografie čerpala z Herdera. Stále větší význam získávalo také nacionální hledisko, přičemž do české historiografie postupně pronikala Hegelova dialektika.
Nejvlivnější osobností pro historiografii tohoto období se stal František Palacký, který nejen inicioval a podporoval zakládání institucí věnujících se dějinám (Vlastenecké museum v Čechách a jeho časopis), ale sám sepsal dílo, vůči kterému se po celá další desetiletí museli historici ať už pozitivně či negativně vymezit. Stěžejní myšlenku díla představovalo neustálé stýkání a potýkání českého a německého živlu v českých zemích.
V tomto období se postupně historiografická produkce specializovala. Ke vzniku archeologie přispěl Pavel Josef Šafařík, zejména však Jan Erazim Vocel. V rámci ediční činnosti vznikly obrovské projekty pro vydávání zejména diplomatických pramenů (Codex diplomaticus et epistolaris Moraviae). A konečně se od doposud jednotné historiografie v českých zemích začala s rostoucím nacionalismem oddělovat historiografie německá. Zdůrazňování nacionálních hledisek vedlo nutně k rozdílnému pohledu na společné dějiny.

## Kontext a počátky české obrozenecké historiografie
Na konci 18. století již měla historiografie díky osvícenství vypracovány přísné zásady historické práce, pravidla pro kritiku pramenů a jejich interpretaci. Dějepisectví již nebylo považováno za pouhé „psaní na historické téma“, nýbrž se již začínalo podobat vědecké práci. Zároveň však začal vznikat odpor vůči osvícenskému ahistorismu, přílišnému zevšeobecňování a hledání neměnných mechanických zákonitostí v dějinách. Pod vlivem romantismu začali historikové klást větší důraz na individualitu a dynamiku. Vznikl tak historismus, jenž zdůrazňoval potřebu vcítění se do určité doby namísto abstraktního hledání zákonitostí, barvitou rekonstrukci minulosti namísto osvícenské analýzy.

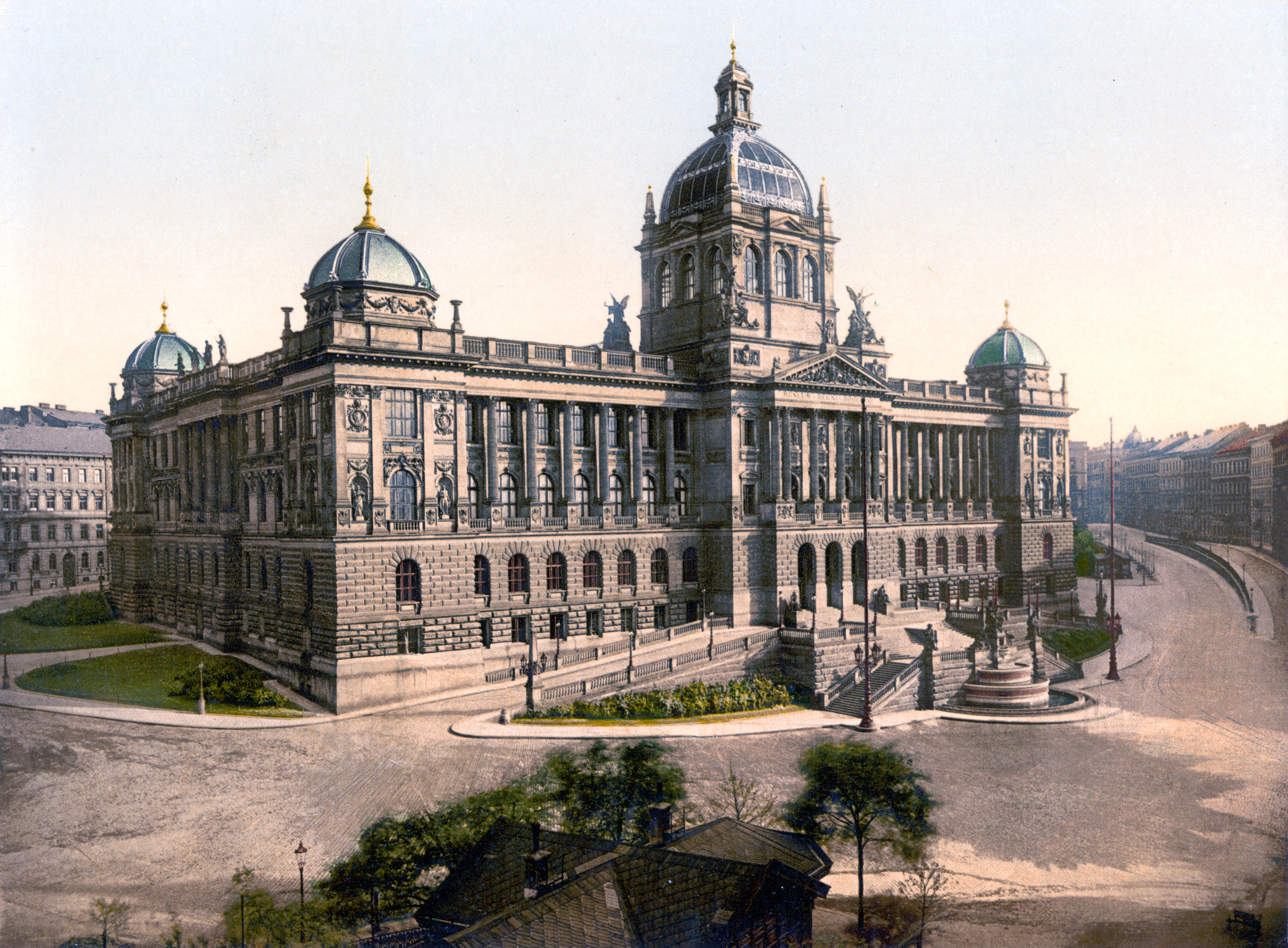
Budova Musea Království českého okolo roku 1900

Do těchto podmínek vstoupilo dílo pruského filosofa Johanna Gottfrieda Herdera se svým učením o „duchu národů“ a o neuzavřenosti dějinného vývoje. Jeho myšlenky rezonovaly zejména ve střední a východní Evropě, české země nevyjímaje. Byla také odmítnuta osvícenská idea neustálého pokroku a „temného středověku“ a nic tedy již nebránilo tomu, aby se česká historiografie zaměřila na nejstarší české dějiny a tehdejší domnělou demokracii. Metodologicky dějepisectví navázalo na osvícenskou kritiku pramenů, cílem však spíše než poznání empirických faktů bylo rozpoznání „ducha národa“ a českých specifik.
Dějepisecká tvorba sice narážela na finanční problémy i na překážky kladené státem (například cenzura), přesto se však v českých zemích podařilo založit několik institucí, na nichž se mohla historiografie rozvíjet. Roku 1817 bylo založeno Vlastenecké museum v Čechách (později České museum, Museum Království českého a nakonec Národní muzeum), jež se zprvu věnovalo přírodním vědám, z popudu Františka Palackého se však bádání rozšířilo i o obor historie, a jež vydávalo od roku 1827 Časopis Společnosti vlasteneckého musea v Čechách. Na Moravě sice vzniklo také roku 1817 Zemské museum, Češi však v něm nehráli příliš velkou roli.
Publikační činnost ovšem představovala hlavní cíl pro Matici českou, která byla založena roku 1831 a měla vydávat především vědecké knihy v češtině. Dále začala vycházet odborná periodika (časopis Krok, Archeologické listy a Památky archeologické a místopisné) a objemné edice historických dokumentů (Scriptores rerum bohemicarum, Archiv český, Codex diplomaticus et epistolaris Moraviae, Regesta diplomatica nec non epistolaria Bohemiae et Moraviae).

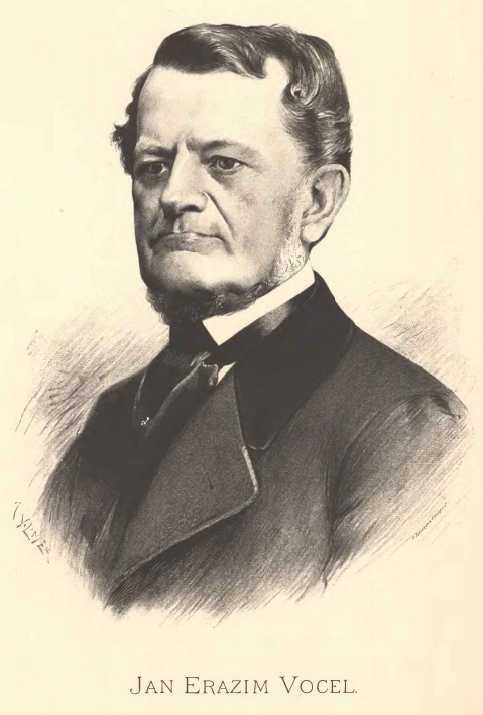
Jan Erazim Vocel

## František Palacký
Stěžejní osobností české obrozenecké historiografie se stal František Palacký (1798–1876). Nejen kvůli své iniciativě a podpoře českých institucí pro výzkum dějin, ale zejména proto, že jeho Dějiny národu českého v Čechách a na Moravě se staly dílem, vůči němuž se po celá následující desetiletí museli historikové vždy pozitivně či negativně vymezit. Po dlouhé době se jednalo o počin, který se neomezoval na pouhé bourání tvrzení, jež se ukázala jako neudržitelná, nýbrž který rozsáhle podal české dějiny, byť jen do roku 1526. Palacký se nezaměřil pouze na politické dějiny, nýbrž také na státní právo, správní dějiny, umění i prostý život. Toto dílo se navíc zakládalo na studiu pramenů v řadě zahraničních archivů.
Palacký na české dějiny nahlížel jako na neustálý boj českého a germánského živlu. Podobným způsobem postupoval i dále a kladl proti sobě dvojice věda × víra, svoboda × autorita, feudalismus × demokracie. Evidentní vliv zde na Palackého měla Hegelova dialektika, ale také Královédvorský a zelenohorský rukopis, v jejichž pravost Palacký věřil.

## Specializace českého dějepisectví
Postupem doby se mohla česká historiografie konečně specializovat. Od historie se pozvolna začala oddělovat archeologie, což naznačovalo již dílo jazykovědce a historika literatury Pavla Josefa Šafaříka (1795–1861), jenž ve svých Slovanských starožitnostech pracoval s toponymy a snažil se dokázat rovnocennost Slovanů s ostatními národy. Dosud mlhavé slovanství tak konečně získalo oporu, byť mnohá jeho tvrzení později archeologie vyvrátila. Skutečným zakladatelem české vědecké archeologie se stal Jan Erazim Vocel (1803–1871), jenž ve svém díle Pravěk země české podal na základě studia jazyka i vykopávek rozbor germánských, keltských i slovanských památek. Také se objevila teorie o autochtonním původu Slovanů ve střední a západní Evropě, kterou prosazoval zejména Alois Vojtěch Šembera.

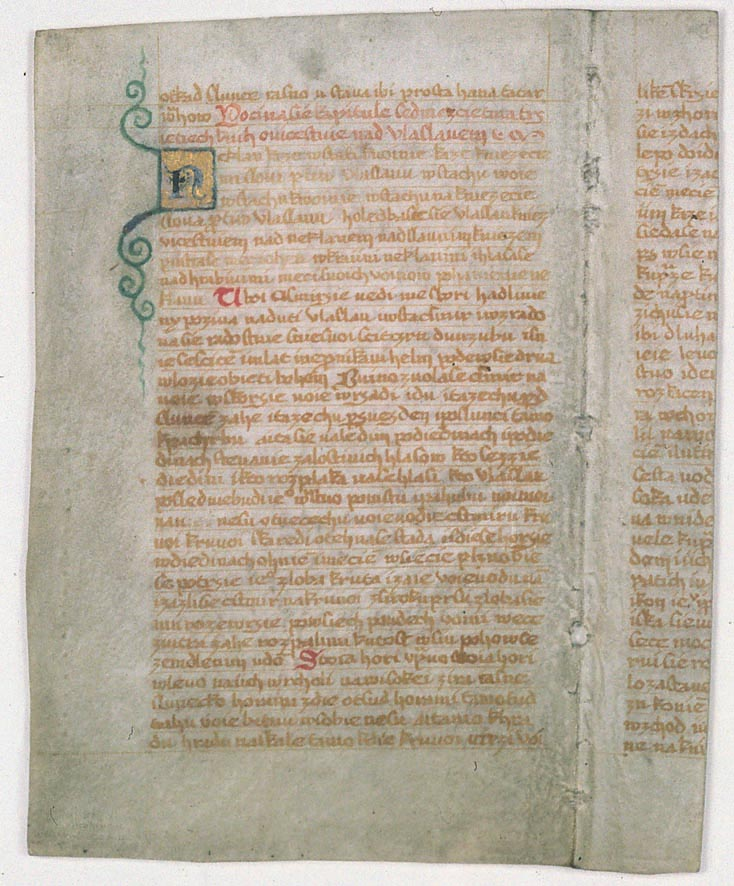
Falzum Rukopis královédvorský; jeden z rukopisů, o něž se rozpoutal bouřlivý spor

Také v obrozeneckém období pokračovala ediční činnost, v níž se angažoval zejména Antonín Boček (1802–1847), který však ke škodě vědy přidával ve svém výboru Codex diplomaticus et epistolaris Moraviae ke skutečným listinám také svá falza. Karel Jaromír Erben (1811–1870) krom diplomatického materiálu (Regesta diplomatica nec non epistolaris Bohemiae et Moraviae) sbíral a vydával také lidové materiály, zejména písně a pohádky. V neposlední řadě se do ediční činnosti zapojil Václav Hanka (1791–1861), jenž se však spíše proslavil neblaze vytvořením falešných rukopisů (královédvorský a zelenohorský).
Po revoluci roku 1848–1849 začala hrát v české historiografii velkou roli Hegelova dialektika a postupně rostl také vliv Karla Marxe a socialismu, a to vše na pozadí stále sílícího nacionalismu. Například Augustin Smetana se snažil dokázat v sousledné řadě románská kultura → germánská kultura → slovanská kultura jako dějinně nutné, aby Slované převzali evropské kulturní dědictví a naplnili je vyšším obsahem. Karel Sladkovský se zase snažil představit Slovany jako připravovatele socialismu. Emanuel Arnold pro změnu projektoval prožitou revoluci do revoluce husitské a Žižku představil téměř jako agrárního socialistu, který bohatým bere a chudým dává.

## Německá reakce: počátky rozštěpení historiografie v českých zemích
Až do tohoto období lze jen velmi těžko od sebe rozlišit českou a německou historiografii v českých zemích. Bylo tomu tak zejména proto, že etnické hledisko nehrálo dříve takovou roli a jazykové rozdíly se stíraly často díky tomu, že se knihy nezřídka psaly latinsky. Rozmáhající se nacionalismus ovšem položil mezi české a německé obyvatele zemí Koruny české ostré dělítko. Nejednalo se jen o volbu jazyka, nýbrž také o odlišné nahlížení na společně prožívané dějiny. Spory nebyly v polovině 19. století ještě nijak ostré a většinou se týkaly odlišného chápání Jana Husa, o kterém psal Josef Alexandr Helfert nebo Karl Adolf Konstantin Höfler.